# Adrian van Walenburch

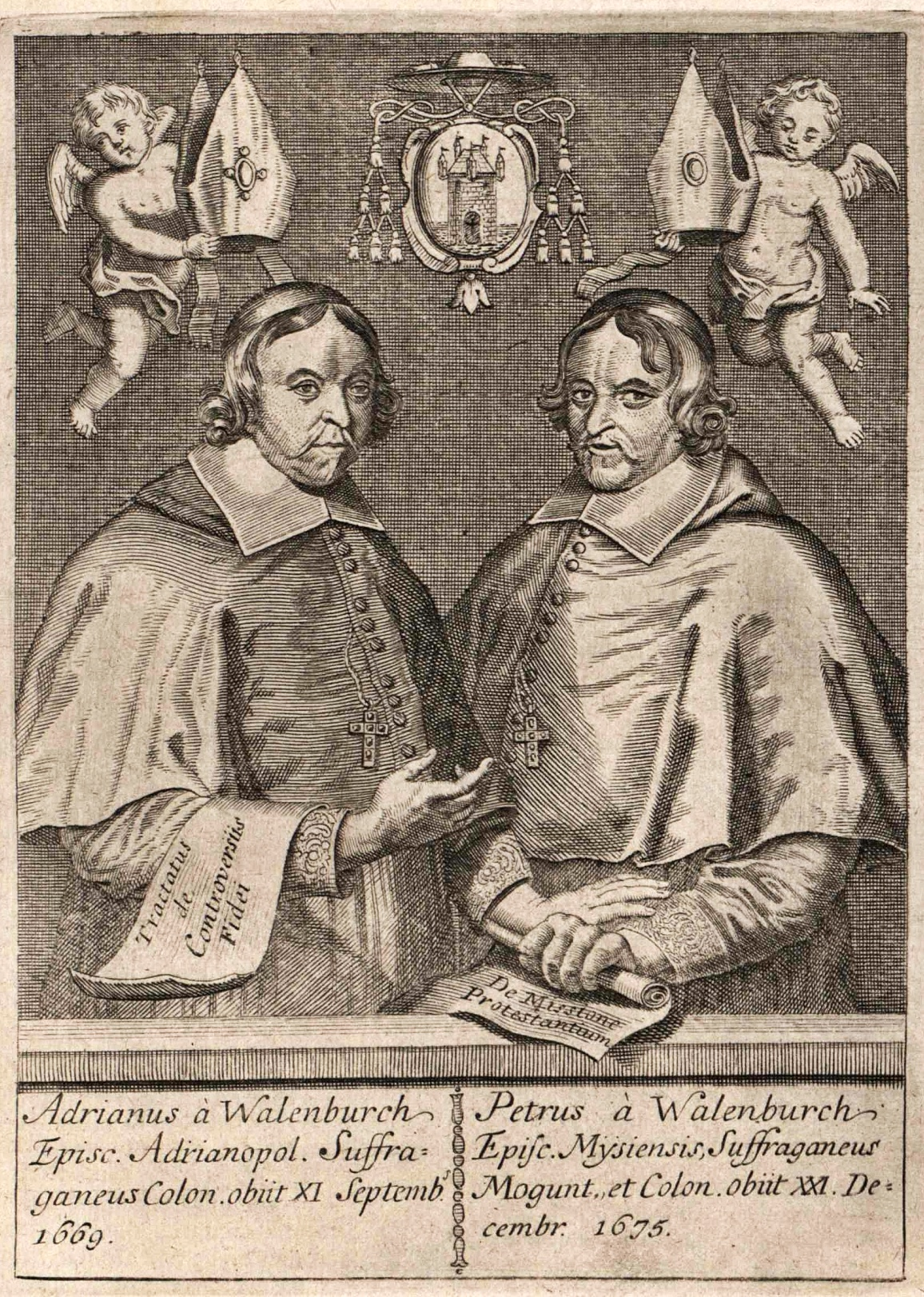
Die Brüder van Walenburch, Adrian van Walenburch links

Adrian van Walenburch (auch Adrian Walenburch; * 23. Mai 1609 in Rotterdam; † 14. September 1669 in Wiesbaden) war ein katholischer Geistlicher und Weihbischof in Köln.

## Leben
Er war Sohn einer angesehenen katholischen Familie in Rotterdam und der ältere Bruder von Peter van Walenburch (1610–1675), der wie er eine geistliche Laufbahn einschlug.
Nach theologischen Studien in Saint-Omer empfing er dort am 24. September 1633 die Priesterweihe. Am 8. August 1661 wurde er zum Titularbischof von Hadrianopolis in Honoriade und zum Weihbischof in Köln ernannt. Die Bischofsweihe spendete ihm am 30. November desselben Jahres in der Minoritenkirche in Bonn der Erzbischof von Köln Maximilian Heinrich von Bayern; Mitkonsekratoren waren sein Bruder Peter van Walenburch, Weihbischof in Mainz, und Jean Antoine Blavier, Weihbischof in Lüttich.
Adrian van Walenburch amtierte vom 6. Dezember 1661 bis zum 10. Juni 1668 als Weihbischof und Generalvikar in der Erzdiözese Köln. Seine letzte Ruhestätte fand er in der Mainzer Stiftskirche St. Peter.